# Communauté de communes du Lunévillois
Pour les articles homonymes, voir CCL.
La communauté de communes du Lunévillois (CCL) est une ancienne communauté de communes française, située dans le département de Meurthe-et-Moselle et la région Grand Est, faisant également partie du pays du Lunévillois.

## Histoire
La communauté de communes a été créée le 1er janvier 1997, par arrêté préfectoral du 20 décembre 1996, en associant au départ 11 communes, puis 12.
En 2008, Saint-Clément et une autre intègrent la CCL, portant celle-ci à 14 communes.
En 2011, la commune de Chenevières adhère à la communauté de communes.
Elle fusionne avec la communauté de communes des Vallées du Cristal et dix autres communes pour former au 1er janvier 2017 la communauté de communes du Territoire de Lunéville à Baccarat.

## Composition
La communauté de communes du Lunévillois compte 15 communes : 
| Nom                   | Code Insee | Gentilé          | Superficie (km2) | Population (dernière pop. légale) | Densité (hab./km2) |
| --------------------- | ---------- | ---------------- | ---------------- | --------------------------------- | ------------------ |
| Lunéville (siège)     | 54329      | Lunévillois      | 16,34            | 19 325 (2014)                     | 1 183              |
| Bénaménil             | 54061      | Bénaménilois     | 9,38             | 574 (2014)                        | 61                 |
| Chanteheux            | 54116      | Cantenois        | 5,79             | 2 138 (2014)                      | 369                |
| Chenevières           | 54125      |                  | 4,54             | 497 (2014)                        | 109                |
| Croismare             | 54148      | Croismariens     | 15,70            | 612 (2014)                        | 39                 |
| Hériménil             | 54260      | Hériménillois    | 12,48            | 952 (2014)                        | 76                 |
| Jolivet               | 54281      | Jolivetiens      | 7,20             | 901 (2014)                        | 125                |
| Laneuveville-aux-Bois | 54297      | Laneuvillois     | 19,04            | 312 (2014)                        | 16                 |
| Laronxe               | 54303      |                  | 6,83             | 371 (2014)                        | 54                 |
| Manonviller           | 54349      | Manonvillois     | 6,98             | 175 (2014)                        | 25                 |
| Marainviller          | 54350      | Marainvillois    | 16,99            | 661 (2014)                        | 39                 |
| Moncel-lès-Lunéville  | 54373      | Moncellois       | 21,94            | 626 (2014)                        | 29                 |
| Saint-Clément         | 54472      | Saint-Clémentais | 16,47            | 841 (2014)                        | 51                 |
| Thiébauménil          | 54520      | Thiébauménilois  | 3,87             | 388 (2014)                        | 100                |
| Vitrimont             | 54588      | Vitrimontois     | 11,85            | 404 (2014)                        | 34                 |

## Administration
En 2014, par l'application de la loi n° 201-1561 et la délibération du 28 mars 2013, le Conseil communautaire est agrandi de 41 à 49 délégués, dû au fait que Lunéville gagne 8 sièges. Il y a 9 vice-présidents.
| Période | Période | Identité                     | Étiquette | Qualité                                        |
| ------- | ------- | ---------------------------- | --------- | ---------------------------------------------- |
| 1997    | 2001    | Bernard Mercier              | DVD       | Maire de Moncel-lès-Lunéville (2001-2008)      |
| 2001    | 2008    | Jean-Marc Villemin           |           | Maire d'Hériménil (1995-2014) Professeur d'EPS |
| 2008    | 2020    | Laurent de Gouvion Saint-Cyr | UMP       | Conseiller municipal de Lunéville              |